# Melba Liston
Pour les articles homonymes, voir Liston.
Melba Liston, née Melba Doretta Liston le 13 janvier 1926 à Kansas City dans le Missouri et morte le 23 avril 1999 à Los Angeles, est une tromboniste, compositrice et arrangeuse de jazz et de blues américaine. Elle enseigna également la musique, le blues et le jazz.

## Biographie
Après avoir écrit ses premiers arrangements à l'âge de seize ans pour un orchestre de théâtre elle joue dans l'orchestre de Gerald Wilson de 1944 à 1947 puis dans celui de Count Basie en 1948-49. Elle accompagne Billie Holiday l'année suivante pour rester ensuite dans le big band de Dizzy Gillespie de 1950 à 1954 puis de nouveau en 1956-57. En 1958 elle monte un quintette féminin et en 1959 entre dans l'orchestre de Quincy Jones avec lequel elle tourne en Europe avec le spectacle Free and easy. 
Dans les années 1960 elle se consacre à l'enseignement à Harlem et Brooklyn. En 1973 elle se produit avec Randy Weston au Festival de Newport puis part l'année suivante en Jamaïque pour enseigner. A la fin des années 1970 elle revient à New-York et forme un septette de jazz mixte.
Elle est la deuxième femme instrumentaliste à avoir été honorée par le National Endowment for the Arts - NEA Jazz Master en 1987. Elle est précédée dans l'ordre par la pianiste Cleo Brown cette même année.

## Récompenses
- National Endowment for the Arts - NEA Jazz Master : nomination et récompensée en qualité de Jazz Master en 1987[1] (N.B. : la plus prestigieuse récompense de la nation américaine en matière de jazz).

## Discographie
- 1958 : Melba Liston And Her 'Bones ∫ Metrojazz Records

### Autres enregistrements
• Gerald Wilson and His Orchestra
- 194? : A1. Warm Mood / B2.…[2] (EP 78) ∫ Black & White Records / Back & White 778B (matrice BW-225-2 / BW-2… ).

• Babs Gonzales
- 1958 : Babs[3] (LP) ∫ Chiaroscuro Records (en) / CIRCA CR2032.

• Melba Liston and The Metronomes
- 1962 : The Metronomes : Something big (arranged and conducted by Melba Liston)[4] ∫ Jazzland Records.

• pour le saxophoniste ténor Johnny GriffinArrangements seulement, il semble qu'elle joue aussi sur certains morceaux.
- 1961 : Johnny Griffin With Strings And Brass : White gardenia[2] (LP) ∫ Riverside Records / Riverside RLP-9387 (Rééd. Original Jazz Classics OJCCD 1877-2).
- 1961 : A1. White Gardenia/ B2. Good Morning, Heartache (EP 45 extrait single) ∫ Riverside Records / Riverside R 4514.

• Dizzy Gillespie (trompettiste)
- 1956 : Dizzy In South America, Vol. 1 (Live) ∫ © 1999 CAP Records (enregistrements restés lonptemps inédits)
- 1956 : Dizzy In South America, Vol. 2 (Live) ∫ © 1998 CAP Records (enregistrements restés lonptemps inédits)
- 1957 : Dizzy Gillespie at Newport (en) (Live) ∫ Verve Records / MG V-8242 (mono) et MG VS-6023 (stéreo)

• Jimmy Smith (organiste)
- 1963 : Any Number Can Win ∫ Verve Records / Verve V-8552 (mono) et V6-8552 (stéreo)[5].

### Compilations
• Oliver Nelson (arrangeur)Melba Liston (trombone) fait partie de certains groupes d'artistes présents sur cette sélection.
- 2006 : The Argo, Verve and Impulse big band studio sessions ∫ CD Mosaic Records - Stamford, CT[6].

### Melba Liston, sidewomen
• Randy Weston Trio and Four Trombones
- 1959 : Destry rides again ∫ United Artist / United Artists UAL 4045 (mono) et UAS 5045 (stéreo)[7].

Randy Weston
- 1973 : Tanjah ∫ Verve Records

Quincy Jones
- 1959 : The birth of a band! (Vol. I)[8] (LP) ∫ Mercury Records / Mercury MG 20444
- 1960 : Q Live in Paris ∫ Warner Brothers Records

Dizzy Gillespie
- 1995 : Birks works : The Verve big-band sessions (2CD)[9] ∫ Disques Polygram - Une division de Polydor / Verve Polygram PY 898

Jimmy Smith & Wes Montgomery
- 1966 : Jimmy & Wes - The Dynamic Duo ∫ Verve Records / Verve V-8678 (Mono) et V6-8678 (Stereo)

### Melba Liston, arrangeuse
N.B. : Sur ces albums, figure la mention arranged by Melba Liston.
• Randy Weston Trio and Four Trombones
- 1959 : Destry rides again ∫ United Artist / United Artists UAL 4045 (mono) et UAS 5045 (stéreo).

• Randy Weston
- 1983 : Volcano Blues ∫ Verve Records
- 1992 : The spirits of our ancestors (Double album) ∫ CD Verve Records / Verve 511 857-2[10]
- 1997 : Earth birth ∫ CD Gitanes - Verve Records / Verve 537 088-2[11]

### Melba Liston, arrangeuse et chef d'orchestre, directrice d'ensemble
N.B. : Sur ces albums, figure la mention arranged and conducted by Melba Liston.
• Junior Mance
- 1962 : The soul of Hollywood ∫ Jazzland Records / Jazzland JLP-963[12]

• Elvin Jones
- 1965 : And Then Again ∫ Atlantic Records / Atlantic 1443 (mono) et SD 1443 (stéreo) [13]

## Partitions publiées et non publiées
- 1993 : Tone poem (pour big band) ∫ Second Floor Music - Milwaukee (WI) / Exclusively distributed by H. Leonard Corp.
- 1993 : Just waiting (pour big band) ∫ Second Floor Music - Milwaukee (WI) / Exclusively distributed by H. Leonard Corp.
- Lead sheets : unpublished copyright deposits, 1956-1972 (dépôt de manuscrits)[14]

## Autobiographie
- 1996 : Central Avenue sounds (histoire oralement recueillie en 1992 et transcrite par écrit). Ce document autobiographique a été publié par l'Université de Californie de Los Angeles avec les références suivantes[15] : 
  - Central Avenue sounds. © 1996 Oral History collection, Dept. of Special Collections, University Library, University of California, Los Angeles.

L'artiste Melba Liston y raconte son enfance à Kansas City dans le Missouri. Elle aborde ensuite sa carrière de musicienne à Los Angeles et notamment ses débuts dans les années cinquante. Les thèmes majeurs également développés incluent ses performances scèniques au Lincoln Theatre, son travail avec le Gerald Wilson's band, sa rencontre avec Randy Weston… Elle témoigne aussi, lors des tournées de promotion des albums et des dates de concert, des difficultés à être une femme et à exister, à évoluer en tant que telle au sein de groupe composés souvent uniquement d'hommes.